# Bauer Machine Works Company
Bauer Machine Works Company war ein US-amerikanischer Hersteller von Kraftfahrzeugen.

## Unternehmensgeschichte
Das Unternehmen wurde 1913 in Kansas City in Missouri gegründet. Ein Werk wurde übernommen, in dem vorher schon Caps Brothers Manufacturing Company, Farmer’s Auto-Motor Car Company, Kansas City Motor Car Company und Kansas City Vehicle Company tätig waren. 1914 begann die Produktion von Automobilen und Nutzfahrzeugen. Der Markenname lautete Bauer. 1916 endete die Produktion.
Es bestand keine Verbindung zur Bauer Taxicab Manufacturing Company, die den gleichen Markennamen verwendete.

## Fahrzeuge
Der einzige Personenkraftwagen war das Model 30. Es wird fälschlicherweise als Cyclecar bezeichnet. Es hatte einen Vierzylindermotor mit 95,25 mm Bohrung, 127 mm Hub, 3620 cm³ Hubraum und 22,5 PS Leistung. Der Radstand betrug 279 cm. Der offene Roadster bot Platz für zwei Personen.
Die Lastkraftwagen entstanden aus Teilen, die der letzte Betreiber des Werks übrig gelassen hatte.